# Ariceștii Rahtivani
Ariceștii Rahtivani là một xã thuộc hạt Prahova, România. Dân số thời điểm năm 2002 là 8908 người.